# Dekanat Pfaffenhofen
Das Dekanat Pfaffenhofen ist eines von 23 Dekanaten des römisch-katholischen Bistums Augsburg.
Das Dekanat entstand im Zuge der Bistumsreform vom 1. Dezember 2012. Sitz ist Ingolstadt-Zuchering.

## Gliederung
- Karlskron/Zuchering

Adelshausen „St. Peter“,
Karlskron „Hlgst. Dreifaltigkeit“,
Pobenhausen „St. Quirinus“,
Zuchering „St. Blasius“,
Hagau „St. Nikolaus“,
Winden „St. Andreas“;
- Hohenwart/Tegernbach

Deimhausen „St. Pantaleon“,
Freinhausen „St. Sebastian“,
Hohenwart „St. Georg“,
Hohenwart „Mariä Verkündigung“,
Lindach „St. Ulrich“,
Steinerskirchen „Mariä Verkündigung und St. Michael“,
Weichenried „St. Anna“,
Ehrenberg „St. Ulrich“,
Euernbach Mariä Heimsuchung,
Göbelsbach „St. Vitus“,
Tegernbach „Mariä Reinigung“;
- Manching/Baar-Ebenhausen

Manching „St. Peter“,
Oberstimm „St. Bartholomäus“,
Niederstimm „St. Ignatius“,
Pichl „St. Leonhard“,
Baar „Mariä Himmelfahrt“,
Ebenhausen „St. Martin“;
- Pfaffenhofen a.d. Ilm

Affalterbach „St. Michael“,
Haimpertshofen „St. Stephan“,
Gundamsried „St. Germanus“,
Kleinreichertshofen „St. Ulrich“,
Pfaffenhofen „St. Johannes Baptist“,
Angkofen „St. Johannes Evangelist“,
Uttenhofen „St. Sebastian“;
- Reichertshofen/Langenbruck/Pörnbach

Hög „St. Nikolaus“,
Langenbruck „St. Katharina“,
Pörnbach „St. Johannes Baptist“,
Puch „St. Martin“,
Reichertshofen „St. Margaretha“;
- Rohrbach

Fahlenbach „St. Martin“,
Rohr „St. Stephan“,
Rohrbach „Verklärung Christi“;
Waal „Mariä Himmelfahrt“;